# Stethorrhagus chalybeius
Stethorrhagus chalybeius är en spindelart som först beskrevs av Ludwig Carl Christian Koch 1866.  Stethorrhagus chalybeius ingår i släktet Stethorrhagus och familjen flinkspindlar.
Artens utbredningsområde är Colombia. Inga underarter finns listade i Catalogue of Life.